# Дамаскус (Орегон)
Дамаскус (енгл. Damascus) град је у америчкој савезној држави Орегон.

## Демографија
По попису из 2010. године број становника је 10.539.
| Група             | 2000.    | 2010.         |
| Белци             | 0 (0,0%) | 9.343 (88,7%) |
| Афроамериканци    | 0 (0,0%) | 66 (0,6%)     |
| Азијати           | 0 (0,0%) | 358 (3,4%)    |
| Хиспаноамериканци | 0 (0,0%) | 467 (4,4%)    |
| Укупно            | 0        | 10.539        |